# Arroyo Parauachón
Arroyo Parauachón – rzeka w Kolumbii, w departamencie La Guajira. Wpływa do laguny Bahía Tukakas.